# ریک لارسن
ریک لارسن (به انگلیسی: Rick Larsen) نمایندهٔ حوزه انتخابیه دوم واشینگتن از حزب دموکرات ایالات متحده آمریکا در مجلس نمایندگان ایالات متحده آمریکا است که برای نخستین‌بار در ۱۴ ژانویه ۲۰۰۱ میلادی به‌عضویت این مجلس درآمد.